# Jüdischer Friedhof (Racibórz)

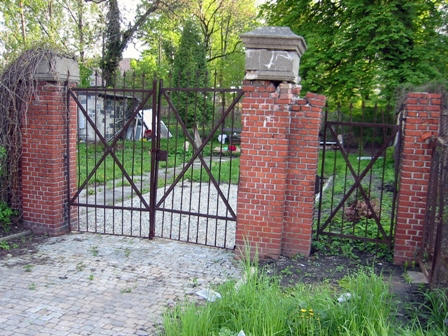
Eingang zum jüdischen Friedhof in Racibórz

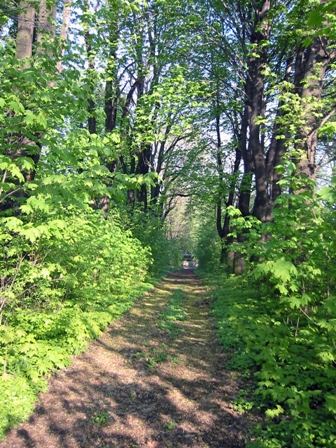
Ansicht des Friedhofs

Der Jüdische Friedhof in Racibórz (deutsch Ratibor), einer Stadt in der Woiwodschaft Schlesien in Polen, wurde 1814 angelegt. Auf dem jüdischen Friedhof an der Głubczyska-Straße sind nur noch einige Fundament- und Grabsteinreste erhalten.